# Нигматулин, Зайрулла Гершанович
Зайрулла Гершанович Нигматулин (каз. Нығматулин Зайролла Гершанұлы; 7 ноября 1919, с. Баян-Аул, Павлодарский уезд, Семипалатинская область — 7 февраля 2013 года, Караганда) — участник Великой Отечественной войны, ветеран труда, Почётный гражданин города Караганды.

## Биография
Происходит из рода Ходжа. Добровольцем ушёл на фронт. В годы Великой Отечественной войны участвовал в боях на Карело-Финском, Ленинградском и Прибалтийском фронтах, был разведчиком в составе стрелкового полка Ленинградского и Прибалтийского фронтов.

Дошёл с боями до Польши. В одном из них 24 ноября 1944 года получил тяжелое ранение. Для выздоровления понадобилось четыре госпитальных года.

За мужество и героизм, проявленные на полях сражений, был награждён многочисленными боевыми наградами: Орденами Отечественной войны I и II степени, Орденом Славы III степени, двумя орденами Красной звезды, медалями «За отвагу», «Маршала Советского Союза Жукова», «За победу над Германией в Великой Отечественной войне», «За оборону Ленинграда», «За освобождение Украины от фашистских захватчиков» и другими.

В 1948 году Зайрулла Нигматулин приехал в Караганду. Работал на ряде шахт Карагандинского угольного бассейна, на предприятиях г. Караганды.

Зайрулла Гершанович внес большой вклад в развитие Карагандинской области. Уйдя на заслуженный отдых, продолжал активно участвовать в общественной жизни, являлся членом областного и городского советов ветеранов войны и труда.

30-го апреля 2005 года в ознаменование 60-летия Великой Победы, за заслуги перед Отечеством в период Великой Отечественной войны, большой вклад в военно-патриотическое воспитание подрастающего поколения, а также активное участие в общественной жизни города Караганды Нигматулину Зайрулле Гершановичу было присвоено звание «Почётный гражданин города Караганды».

В 2010 году в честь 65-летия Победы в Великой Отечественной войне Указом Президента Республики Казахстан Зайрулла Гершанович Нигматулин за особые заслуги перед Отечеством был награждён высокой государственной наградой — орденом «Курмет».

«Зайрулла вспоминает такой случай. Задание было лаконичное — взорвать железнодорожное полотно, пустить под откос вражеский эшелон. На этот раз он вместе с друзьями был заброшен на самолете. С ними была рация.
Полотно железной дороги усиленно охранялось, немцы были настороже. Действовать нужно было предельно осторожно. Подобрались к рельсам буквально в нескольких шагах от фашистов, установили взрывчатку, отошли к лесу, стали ждать. Только когда прогремел взрыв, передали своим: задание выполнено успешно. И тут немцы открыли ураганный огонь. Заговорили минометы. В этом бою Зайрулла был ранен. А всего за войну он получил три ранения. Но в батальоне о нем говорили как об удачливом разведчике: если Зайрулла идет в группе, то задание будет выполнено успешно, вернутся солдаты без потерь. В это поверили безоговорочно еще и после такого случая: немецкая пуля попала в солдата, он только покачнулся, но остался на ногах. Все удивились: только царапнула? А оказалось, что пуля не смогла пробить кожаный ремень, застряла в прочной коже. „Считай, что заново родился!“ — говорили однополчане.
И ещё в седьмом батальоне считали, что Зайрулла не просто удачлив, удача — результат боевой смекалки, тщательной подготовки к заданию. Добавим, что Зайрулла Гершанович принимал участие во многих операциях. Лихим был разведчиком!» 

Рассказ о счастливом человеке. Геннадий Доронин.
Скончался 7 февраля 2013 года.

## Семья
Сыновья: Нигматулин, Нурлан Зайруллаевич, Нигматулин, Ерлан Зайруллаевич

## Награды
- Орден Славы 3 степени
- Орден Отечественный войны 1 и 2 степени
- Два Ордена Красной Звезды
- Орден «Курмет»
- Медаль «За отвагу»
- Медаль «За Победу над Германией в Великой Отечественной войне 1941-1945 гг.»
- Медаль «Маршала Советского Союза Жукова»
- Медаль «За оборону Ленинграда»
- Медаль «За освобождение Украины от фашистских захватчиков»
- И другие медали.